# Stansted Express
Stansted Express es el nombre de un servicio ferroviario de viajeros de alta frecuencia, que conecta la estación de Liverpool Street, en el centro de Londres, con el aeropuerto de Stansted. Es operado por Greater Anglia.
Tiene como objetivo principal transportar a los pasajeros desde el aeropuerto de Stansted hasta el centro de Londres. La duración del viaje varía entre 46 minutos y 1 hora.

## Historia
A finales de los años 1980 se llevó a cabo la electrificación de la línea entre Londres y Cambridge. Aprovechando estos trabajos se planeó la construcción de un ramal que sirviera al nuevo aeropuerto de Stansted.
El nuevo ramal entró en servicio en 1991 y se estableció un servicio directo con la ciudad, con unidades específicas, del mismo modo que se venía haciendo anteriormente en el aeropuerto de Gatwick mediante el Gatwick Express.

## Servicio
Circula un tren cada 15 minutos en cada sentido durante todo el día, con un tiempo de viaje de entre 46 y 60 minutos. A diferencia de otros servicios de este tipo en Londres, el servicio no es directo, sino que realiza paradas en otras estaciones intermedias, siendo la principal Totenham Hale.
Stansted Express es el único servicio ferroviario a Londres accesible en la estación del aeropuerto. Existen también trenes regulares a ciudades del norte de Inglaterra, vía Bishop’s Stortford o Cambridge.